# SpVg Schonnebeck
Die SpVg Schonnebeck (offiziell: Spielvereinigung Schonnebeck 1910 e. V.) ist ein Sportverein aus dem Essener Stadtteil Schonnebeck. Die erste Fußballmannschaft stieg im Jahre 2015 in die Oberliga Niederrhein auf.

## Geschichte
Der Verein wurde am 29. Juni 1910 als Spiel und Sport Schonnebeck gegründet. Zwei Jahre später folgte die Gründung des Ballspielvereins Schonnebeck. Beide Vereine fusionierten später zum Ballspielverein Union Schonnebeck. Den heutigen Vereinsnamen trägt der Club seit 1920. Im Jahre 1935 bezog die Spielvereinigung ihren auch heute noch genutzten Platz am Schettersbusch. Sportlich erreichten die Schonnebecker in den 1930er Jahren die zweithöchste Spielklasse.
Nach Kriegsende gehörte die SpVg 1946 zu den Gründungsmitgliedern der seinerzeit erstklassigen Ruhrbezirksliga, aus der die Mannschaft prompt abstieg. 1950 ging es hinunter in die Kreisklasse, aus der sie zwei Jahre später wieder aufstiegen. Im Jahre 1959 wurden die Schonnebecker durch einen 1:0-Sieg gegen die Amateure von Rot-Weiss Essen Meister und stiegen in die Landesliga auf. Nach zwei Jahren folgte der Abstieg in die Bezirksklasse, ehe 1968 der Abstieg in die Kreisklasse folgte. Als Reaktion verstärkte der Verein seine Jugendarbeit. Erst 1975 gelang die Rückkehr in die Bezirksklasse und zwei Jahre später stieg die Spielvereinigung in die Landesliga auf.
1984 gelang mit dem Aufstieg in die Verbandsliga Niederrhein der größte Erfolg der Vereinsgeschichte. Zwei Jahre später rettete die bessere Tordifferenz gegenüber dem VfB Bottrop die Schonnebecker vor dem Abstieg, ehe die Mannschaft 1987 als abgeschlagener Tabellenletzter in die Landesliga absteigen musste und schnell in die Bezirksliga durchgereicht wurde. 2006 kehrte die Mannschaft in die Landesliga zurück und schaffte zwei Jahre später den Sprung in die Niederrheinliga, aus der die Mannschaft aufgrund der schlechteren Tordifferenz gegenüber dem 1. FC Viersen wieder absteigen musste. Somit spielen die Schonnebecker seit 2009 wieder in der Landesliga. Sechs Jahre später stieg die SpVg in die Oberliga Niederrhein auf.
In der Aufstiegssaison 2015/16 landete die Mannschaft aus dem Essener Norden auf dem fünften Platz und wurde somit erstmals, vor dem FC Kray und Schwarz-Weiß Essen, zur sportlichen Nummer zwei im Essener Herrenfußball. In der Saison 2016/17 kam Schonnebeck im Niederrheinpokal bis ins Viertelfinale, wo man dem großen Stadtrivalen Rot-Weiss Essen erst in der Verlängerung mit 0:2 unterlag. In der Oberliga Niederrhein wurde die Mannschaft 2017 Vizemeister hinter dem KFC Uerdingen 05 und 2018 Vizemeister hinter dem SV Straelen.

## Persönlichkeiten
- Sergio Allievi
- Kurt Carel
- Janine Ganser
- Jeff Gyasi
- Markus Heppke
- Kathrin van Kampen
- Marlon Ritter
- Wilfried Sarr
- Marwin Studtrucker
- Michael Tönnies